# Pardal del Kordofan
El pardal del Kordofan (Passer cordofanicus) és un ocell de la família dels passèrids (Passeridae).

## Hàbitat i distribució
Habita sabanes, terres de conreu i ciutats del nord-oest del Sudan i l'est de Txad.